# 1. FC Novi Pazar 95 Berlin
1. FC Novi Pazar 95 Neukölln is een Duitse voetbalclub uit het Berlijnse stadsdeel Neukölln. Thuiswedstrijden worden gespeeld op de Hertzbergplatz, dat gedeeld wordt met NSC Marathon 02 en de vrouwenploeg van BSV Grün-Weiss Neukölln. Tot 2017 stond de club bekend als 1. FC Neukölln. 

## Geschiedenis
De club werd op 2 oktober 1895 opgericht als Rixdorfer FC Normannia 1895 en veranderde in 1912 de naam in Neuköllner FC Fortuna 1895, nadat Rixdorf omgedoopt werd in Neukölln. Op 23 september 1923 fusioneerde de club met Rixdorfer FC Fortuna 1907 tot 1. FC Neukölln 1895. Na het einde van de Tweede Wereldoorlog werden alle Duitse voetbalclubs ontbonden. De club werd heropgericht als Sportgruppe Rixdorf en nam in 1949 opnieuw de naam 1. FC Neukölln aan.

### Mannenvoetbal
In 1925 bereikte de club de finale van de Berlijnse beker en verloor daarin van SV Norden-Nordwest met 1:3. De club promoveerde ook naar de hoogste klasse van de Brandenburgse voetbalbond, die uit twee reeksen van tien clubs bestond en voornamelijk uit Berlijnse clubs bestond. In 1925/26 werd de club vijfde en de volgende jaren eindigde de club in de lagere middenmoot. In 1929/30 degradeerde de club. De afwezigheid werd tot één jaar beperkt, maar bij de terugkeer kon het behoud niet verzekerd worden.
Na de invoering van de Gauliga in 1933 slaagde de club er niet meer in om te promoveren. Na het einde van de Tweede Wereldoorlog werden alle Duitse voetbalclubs ontbonden. De clubs uit Neukölln werden heropgericht als SG Rixdorf. De club speelde in de competitie met 4 reeksen, maar slaagde er niet in zich te plaatsen voor het volgende seizoen. In 1953, intussen terug onder de oude benaming, promoveerde de club naar de Amateurliga Berlin, de tweede klasse. Na enkele middelmatige seizoenen degradeerde de club in 1958.
Na de oprichting van de Bundesliga promoveerde de club weer naar de Amateurliga, die nu de derde klasse was. Na twee seizoenen promoveerde de club naar de Regionalliga Berlin, de tweede klasse. Daar speelde de club tot aan het einde van de Regionalliga in 1974. De beste plaats was de zesde in 1968/69. In 1974 werd de club zevende, maar omdat het volgende seizoen de 2. Bundesliga ingevoerd werd als tweede klasse volstond dit niet voor kwalificatie. De club speelde nu in de Amateurliga Berlin, de derde klasse, en degradeerde na twee seizoenen. Sindsdien speelt de club in de schaduw van plaatselijke rivalen Neuköllner SC Marathon 02, Neuköllner Sportfreunde, VfB Neukölln en Tasmania.
In 2013 degradeerde de club uit de Bezirksliga, maar kon na één seizoen terugkeren. In 2015 promoveerde de club naar de Landesliga. In 2017 veranderde de club de naam in 1. FC Novi Pazar 95 Neukölln na inbreng van Servische investeerders. De club werd vernoemd naar de Servische voetbalclub FK Novi Pazar. In 2020 promoveerde de club voor het eerst sinds 2001 terug naar de Berlin-Liga. 
Na de degradatie uit de Berlin-Liga in het seizoen 2021/22 fuseerde de club met NSC Marathon 02 en trad aan als 1. FC Novi Pazar/Marathon 1895, maar wijzigde die naam in 2024 weer naar 1. FC Novi Pazar 95 Berlin. 

### Vrouwenvoetbal
In 1990 werden de dames van Neukölln kampioen van Berlijn en daarmee kwalificeerde de club zich voor de nieuw opgericht Bundesliga. Daar verloren de dames alle wedstrijden en beëindigden het seizoen met een doelsaldo van 8:102. Hiermee is de voetbalclub de slechtst presterende voetbalclub ooit in de vrouwenbundesliga. De slechts presterende voetbalclub bij de mannen in de Bundesliga, Tasmania Berlin, komt ook uit Neukölln. De volgende jaren speelde de club nog enkele seizoenen mee in de subtop van de tweede klasse. In 1994 degradeerde de club en in 1997 promoveerde de club weer. De club kon het behoud verzekeren, maar trok zich voor de start van seizoen 1998/99 terug uit de competitie.